# 绿米
绿米（越南语：／）是一道越南甜品，味甜并附有坚果味，呈绿色。绿米的颜色不是染上去的，而是通过低温烘培未成熟的米粒，并用杵臼捣碎压平所致。
绿米作为一道秋季的时令菜肴，在越南红河三角洲尤受欢迎。它可以直接是一道甜点，或搭配椰子一起食用。
传统的越南糕点绿米糕便是由绿米和绿豆制成。越南人在他们的中秋节会用绿米来祭祀祖先。此外，绿米也可以用于制作绿米汤。

## 产地
越南不同地区均产有绿米，但产自河内郊区郎旺村的尤为出名。产自朗旺村的绿米味道极佳，因而该地的绿米被认为是一种独特的手工制品。郎旺的绿米对于越南北部居民，尤其是对于河内市的居民来说占据着特殊的位置。过去的郎旺村几乎人人都种植绿米，但自从1990年代以来基础设施建设导致农田大面积减少，许多郎旺村居民放弃绿米种植事业选择去河内等大城市发展。

## 外部連結
- Com Me Tri Vietnam 官方网站
- 越南料理與食文化（日文）
- 越南料理圖鑑（日文） （页面存档备份，存于）
- 越南料理食譜 （页面存档备份，存于）
- Ra mắt trang web chuyên về ẩm thực Việt Nam
- Nâng ẩm thực Việt Nam thành nghệ thuật
- Văn hóa ẩm thực Việt Nam trên đất Mỹ
- Chuẩn hóa ẩm thực Việt （页面存档备份，存于）
- Việt Nam có đại sứ văn hóa ẩm thực （页面存档备份，存于）